# Glypta macra
Glypta macra är en stekelart som beskrevs av Cresson 1870. Glypta macra ingår i släktet Glypta och familjen brokparasitsteklar. Inga underarter finns listade i Catalogue of Life.